# Assedio di La Rochelle (1944-1945)
L'assedio alleato di La Rochelle avvenne durante la seconda guerra mondiale tra il 1944 e il 1945, quando le truppe Alleate invasero la Francia. La Rochelle era un'importante base tedesca sull'Atlantico, in particolar modo come riparo per gli U-Boot. Fino alla fine della guerra La Rochelle rimase, insieme con altri porti come Royan o Saint-Nazaire, una delle ultime "sacche atlantiche" occupate dai tedeschi, essendo stata oltrepassata dai principali contingenti dell'invasione Alleata. Dunkerque, sul mare del Nord, fu scavalcata in modo analogo. La città si arrese solo al termine della guerra, nove mesi dopo la liberazione di Parigi, in seguito alla capitolazione tedesca dell'8 maggio 1945.

## L'assedio

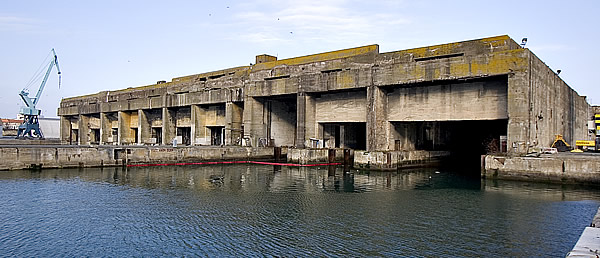
Base per U-Boot nel porto di La Rochelle

La "sacca di La Rochelle" ("Poche de La Rochelle") era una zona che si estendeva per una distanza di circa dieci km vicino a La Rochelle, rafforzata da una trincea anticarro; dopo lo sbarco Alleato in Normandia nel giugno 1944, un gran numero di truppe tedesche si raggrupparono nella zona.
L'assedio Alleato della sacca di La Rochelle durò dal settembre 1944 al maggio 1945, senza bombardamenti pesanti.
La città rimase in mano tedesca fino alla fine della guerra, così come altri porti atlantici come Saint-Nazaire, Lorient, Gironde-Nord e Gironde-Sud, perché la spinta principale della guerra era più interessata a concentrarsi sulla Germania stessa. 
Circondarla era considerato più saggio che attaccarla frontalmente, visto che sarebbe comunque caduta alla fine della guerra. Il comando tedesco volle inoltre mantenere il controllo delle guarnigioni costiere e non evacuò La Rochelle al fine di mantenere una minaccia sulla navigazione Alleata nell'Atlantico.
In città, durante la guerra, i 39 500 civili francesi erano sotto il dominio del viceammiraglio Schirlitz, capo del Comando orientale per la Marina. La guarnigione tedesca comprendeva altri 22 000 uomini. Durante l'assedio gli Alleati lasciarono disponibili l'elettricità, il legname e alcuni altri generi di conforto al fine di alleviare il calvario della popolazione civile all'interno delle mura della città. Le forze francesi libere si opposero a tale atteggiamento passivo, e avrebbero voluto prendere queste città costiere con la forza, per lo più in preda a considerazioni riguardanti il loro orgoglio nazionale; le truppe FFI, tuttavia, non riuscirono a catturare la città. 
Secondo gli accordi presi tra i francesi e la forza di occupazione tedesca a La Rochelle, i francesi non avrebbero attaccato e, in cambio, i tedeschi non avrebbero distrutto le installazioni portuali di La Rochelle e La Pallice.
In effetti, La Rochelle fu circondata in modo sufficientemente efficiente e sofferse abbastanza a causa dell'assedio; infatti, gli impianti portuali furono danneggiati dagli attacchi aerei Alleati per impedire ai tedeschi di lanciare grandi U-Boot contro le navi Alleate per tutta la durata dell'assedio. Tuttavia, ogni settimana un aereo della Luftwaffe era in grado di rompere il blocco per rifornire la guarnigione. Al fine di sollevare il morale delle truppe tedesche a La Rochelle, Göring vi inviò il film di propaganda La cittadella degli eroi, che celebrava la resistenza contro i francesi nel 1806, presentato simultaneamente a Berlino e a La Rochelle il 30 gennaio 1945.